# François Blondel
Nicolas-François Blondel, mais conhecido como François Blondel (Ribemont, 15 de junho de 1618 - Paris, 21 de janeiro de 1686) foi um diplomata, professor, militar, matemático, engenheiro civil e arquiteto militar francês.
Lutou na Guerra dos Trinta Anos e em 1640 o cardeal Richelieu o incumbiu de missões diplomáticas em Portugal, Espanha e Itália, o que lhe deu a oportunidade de estudar as fortificações locais. Foi nomeado sub-tenente de galera por Richelieu, participou do ataque ao porto de Tarragona e foi indicado governador em Palamos. Em 1647 comandou o ataque naval contra os espanhóis em Nápoles. Selada a paz, encerrou sua carreira militar como marechal de campo. Tornou-se então tutor do filho de Henri-Auguste de Loménie, conde de Brienne, e com ele fez o Grand Tour, e mais tarde com o filho de Colbert.
Em 1655 foi indicado professor de Matemática e Fortificação no Collège de France e nos anos seguintes seguiu para diversos países em novas missões diplomáticas. Voltando a Paris em 1663 foi nomeado Conselheiro de Estado, e logo Engenheiro do Rei para a Marinha, supervisionando as fortificações de várias cidades e nas Antilhas. Em suas viagens coletou materiais para artigos apresentados na Academia da França. Em 1669 foi admitido na Academia de Ciências como geômetra associado. No mesmo ano recebeu a encomenda de projetos de embelezamento de Paris, criando um plano de expansão urbana e erguendo pontes.
Em 1671 foi indicado pelo rei como diretor da Academia de Arquitetura, quando se envolveu em célebre polêmica com Claude Perrault a respeito da estética dos arquitetos antigos e dos modernos, e publicou um tratado,  Cours d'Architecture, onde fez a defesa dos clássicos. Dois anos depois foi indicado professor de matemática do Delfim, o que resultou em um livro, Cours de Mathématiques (1683). Outras de suas publicações foram Art de jetter les Bombes e Nouvelle manière de fortifier les places, além da colaboração em dicionários científicos.